# 오시리아역
오시리아역(OSIRIA station)은 대한민국 부산광역시 기장군 기장읍 당사리에 있는 동해선 광역전철의 전철역으로, 센텀역, 벡스코역, 센텀시티역과 같이 이름이 영어로 된 전철역이다.

## 역사
- 2003년 8월 11일: 동해선 광역전철 부전역~일광역 구간 착공
- 2016년 12월 29일: 동해선 광역전철 부전역~일광역 구간 개통과 함께 영업 개시

## 역명의 유래 및 특징
부산도시공사가 추진하고 있는 동부산관광단지의 교통편의성 증대를 위해 동해선 광역전철 구간에 새로 신설된 역으로서 테마파크 개발과 동시에 동부산관광단지의 통합 브랜드 명칭인 '오시리아'(Osiria)를 채택하였다. 역명으로 사용된 '오시리아'의 어원은 관광단지 내 절경을 자랑하는 '오랑대'와 용녀와 미랑 스님의 사랑 이야기를 간직한 '시랑대'에서 머릿글자를 따 와 장소를 나타내는 접미사인 '이아(~ia)'의 합성어이므로 '부산으로 오시라'라는 의미를 갖고 있다. 또한 인근에 해동용궁사와 국립부산과학관 등이 있으며, 해동용궁사는 시내버스나 택시로 환승하여 접근할 수 있다. 이 역에서 기장읍 내리나 청강리 쪽으로 가려면 185번 시내버스를 타고, 접근하면 된다. 이 역 앞을 경유하는 시내버스 노선은 적은 편이나 해동용궁사나 내리, 청강리 쪽으로 시내버스와의 연계성이 좋아서 이용객이 많은 편이다.

## 개요
동부산관광단지 조성의 일환으로 건설된 역으로서 인근에 해동용궁사가 있으며, 시내버스로 환승하여 접근할 수 있다.

## 역 구조
출입구는 3개다.

### 승강장
2면 2선의 상대식 승강장을 갖춘 고가역이며, 반밀폐형 스크린도어가 설치되어 있다.
| ↑ 송정 |
| \| ２  |
| 기장 ↓ |

| 1 | ● 동해선 광역전철 | 송정·신해운대·교대·부전 방면 |
| 2 | ● 동해선 광역전철 | 기장·일광·좌천·태화강 방면   |

## 역 주변
| 나가는 곳 | 방면 |
| --------- | --- |
| 1         | 동부산관광레저형 기업도시개발구역 국립부산과학관 해동용궁사 롯데마트 동부산점 롯데시네마 동부산아울렛점 롯데프리미엄아울렛 이케아 동부산점 |
| 2         | 부산국제외국인학교 송정예비군훈련장 |
| 3         | 오시리아관광단지 국립부산과학관 |

## 승차량 변동
| 역 노선 | 역 노선 | 일평균 인원수 (명/일) | 일평균 인원수 (명/일) | 일평균 인원수 (명/일) | 일평균 인원수 (명/일) | 일평균 인원수 (명/일) | 일평균 인원수 (명/일) | 일평균 인원수 (명/일) | 일평균 인원수 (명/일) | 주석  |
| 역 노선 | 역 노선 | 2016년                | 2017년                | 2018년                | 2019년                | 2020년                | 2021년                | 2022년                | 2023년                | 주석  |
| ------- | ------- | --------------------- | --------------------- | --------------------- | --------------------- | --------------------- | --------------------- | --------------------- | --------------------- | ----- |
| 동해선  | 승차    | 735                   | 1,087                 | 1,302                 | 1,386                 | 1,190                 | 1,296                 | 2,164                 | 2,185                 | [ 3 ] |
| 동해선  | 하차    | 692                   | 1,091                 | 1,362                 | 1,466                 | 1,232                 | 1,388                 | 2,277                 | 2,305                 | [ 3 ] |

## 사진

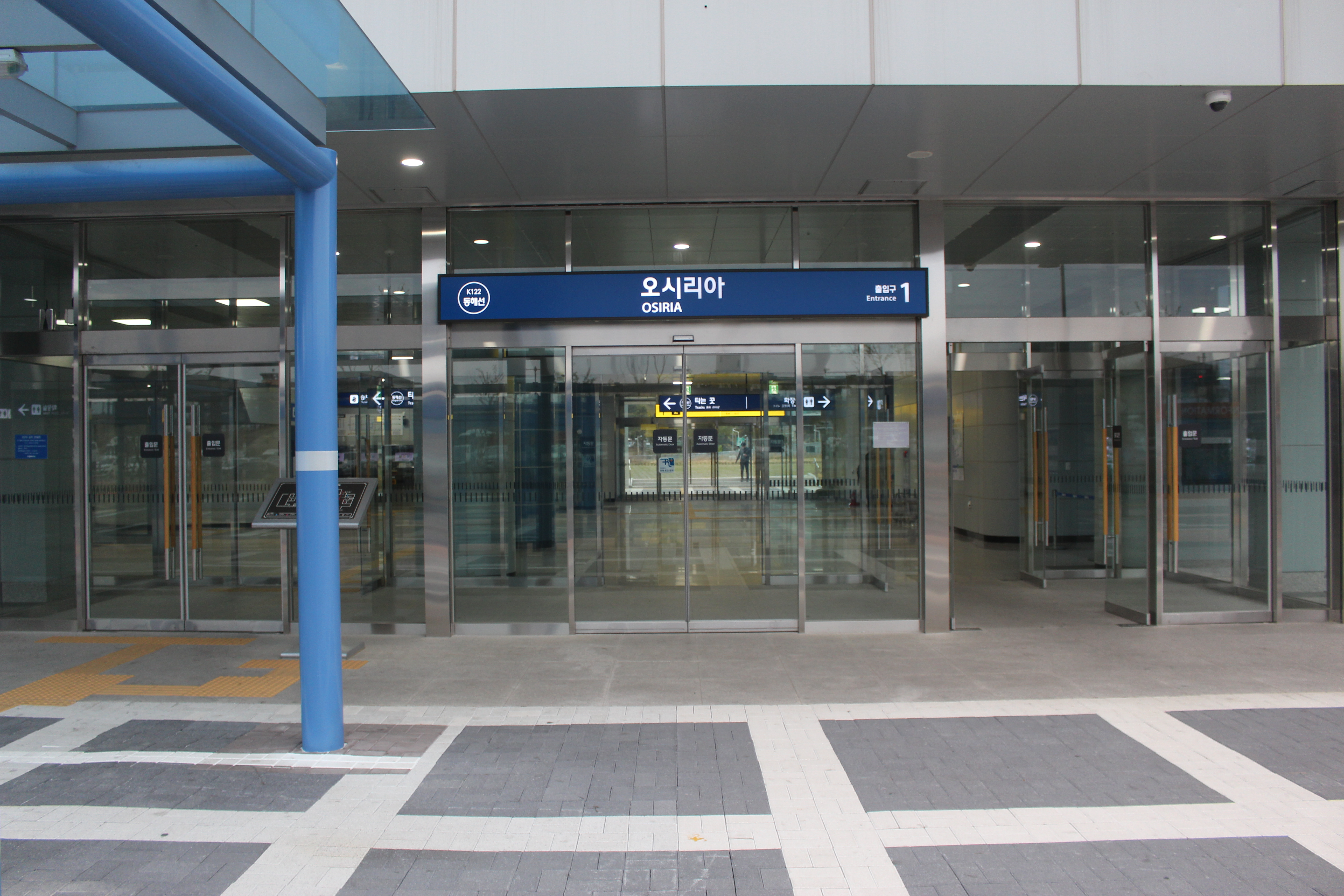
1번 출입구
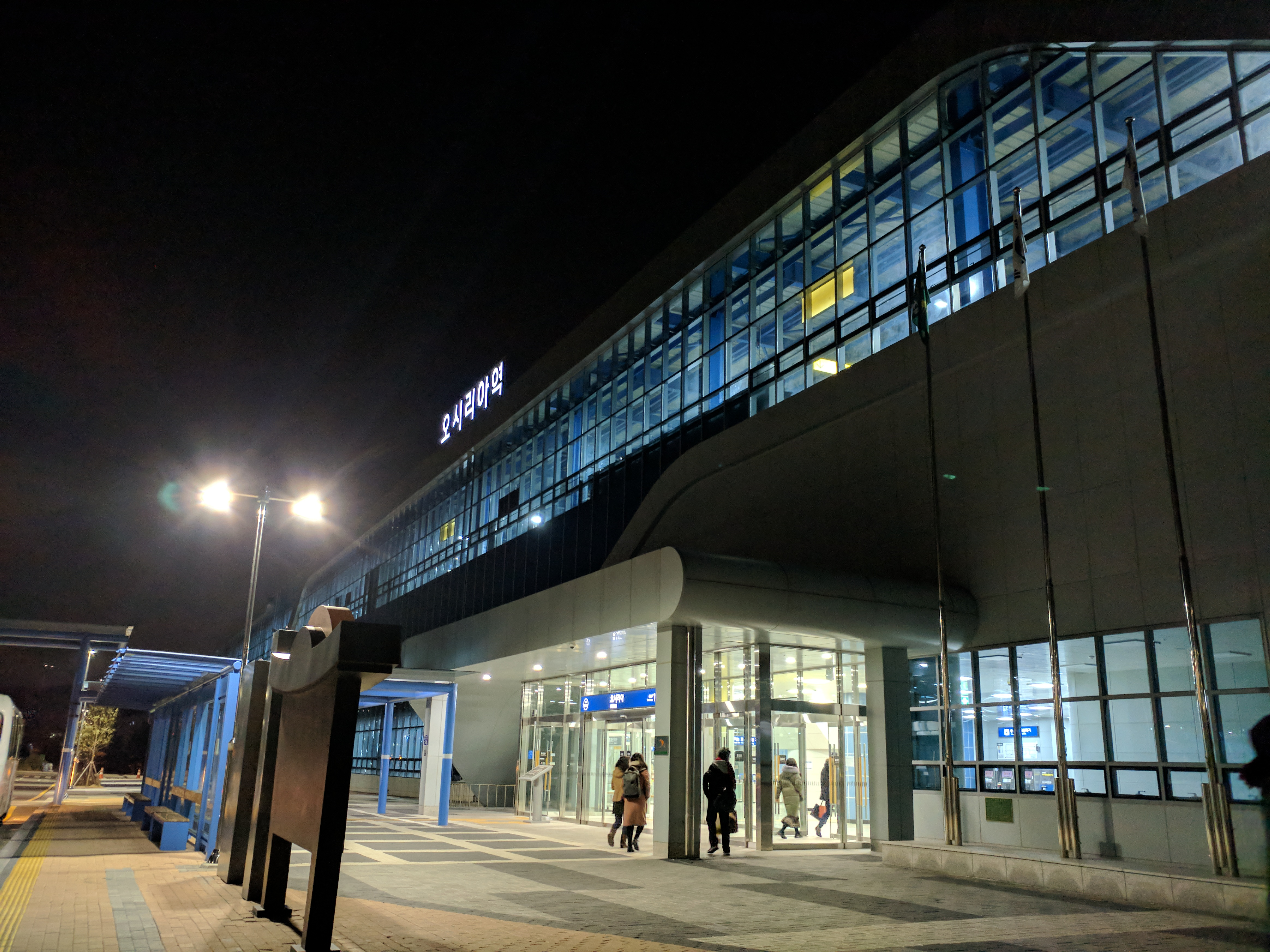
밤에 본 역사
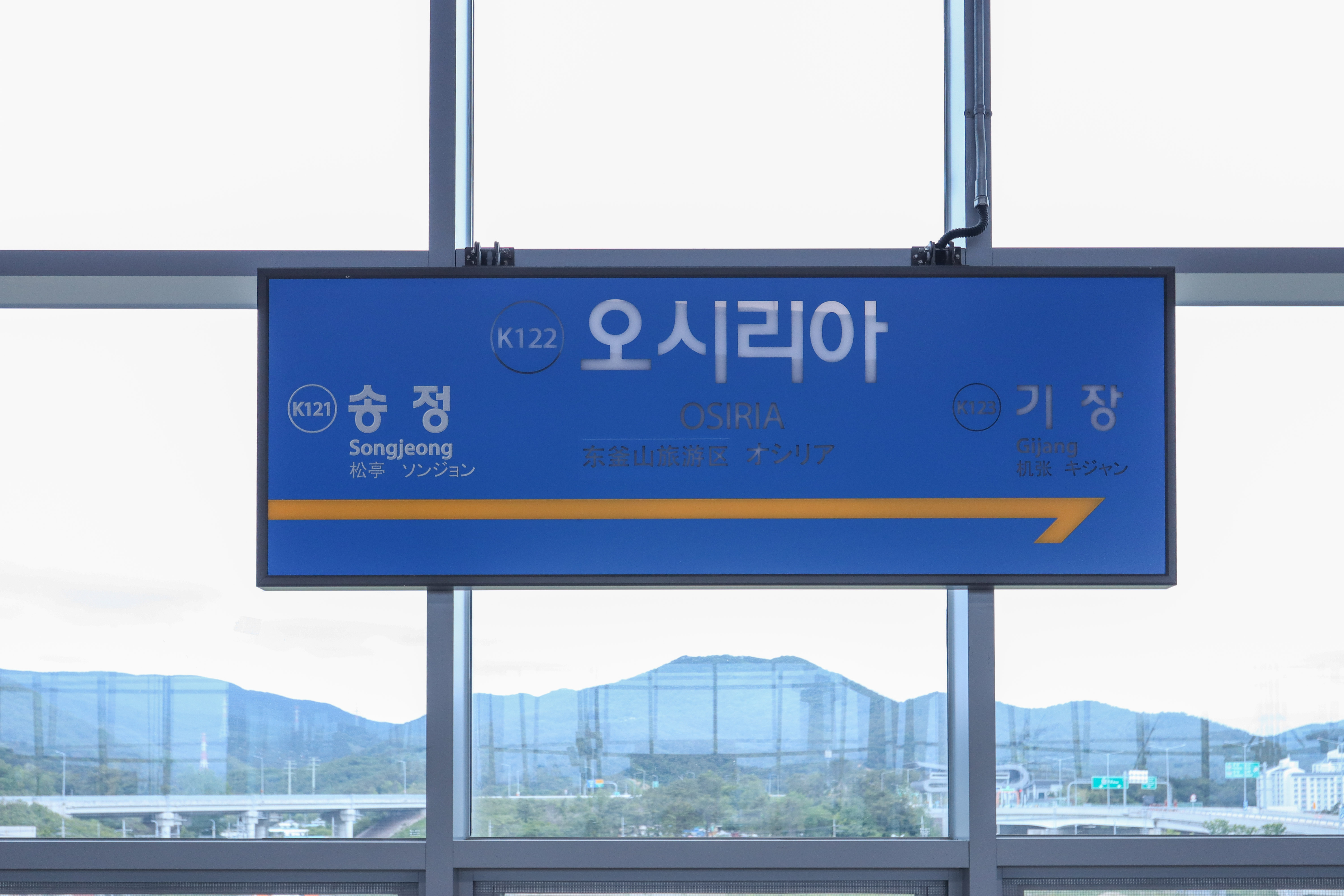
태화강 방향 역명판
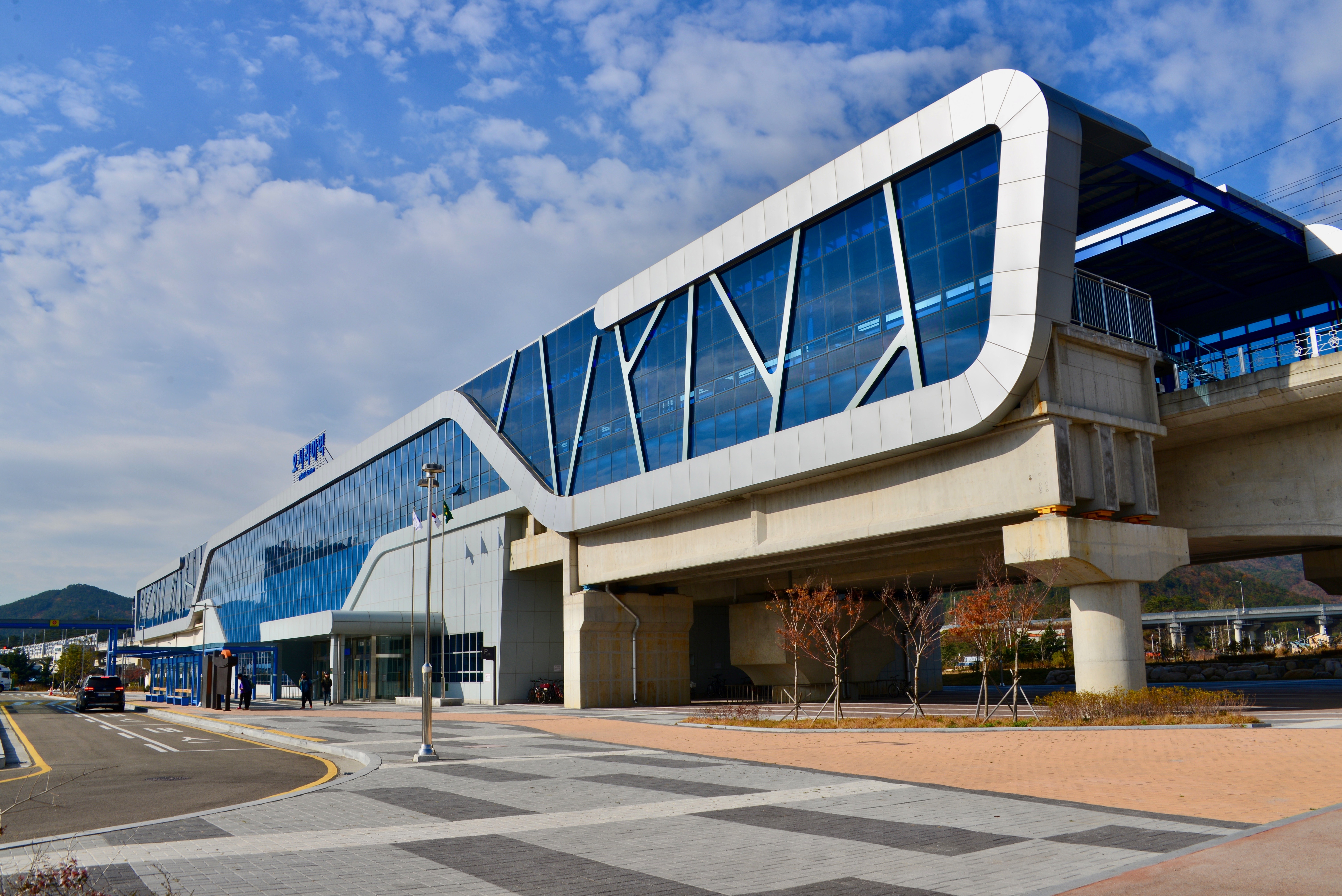
역사
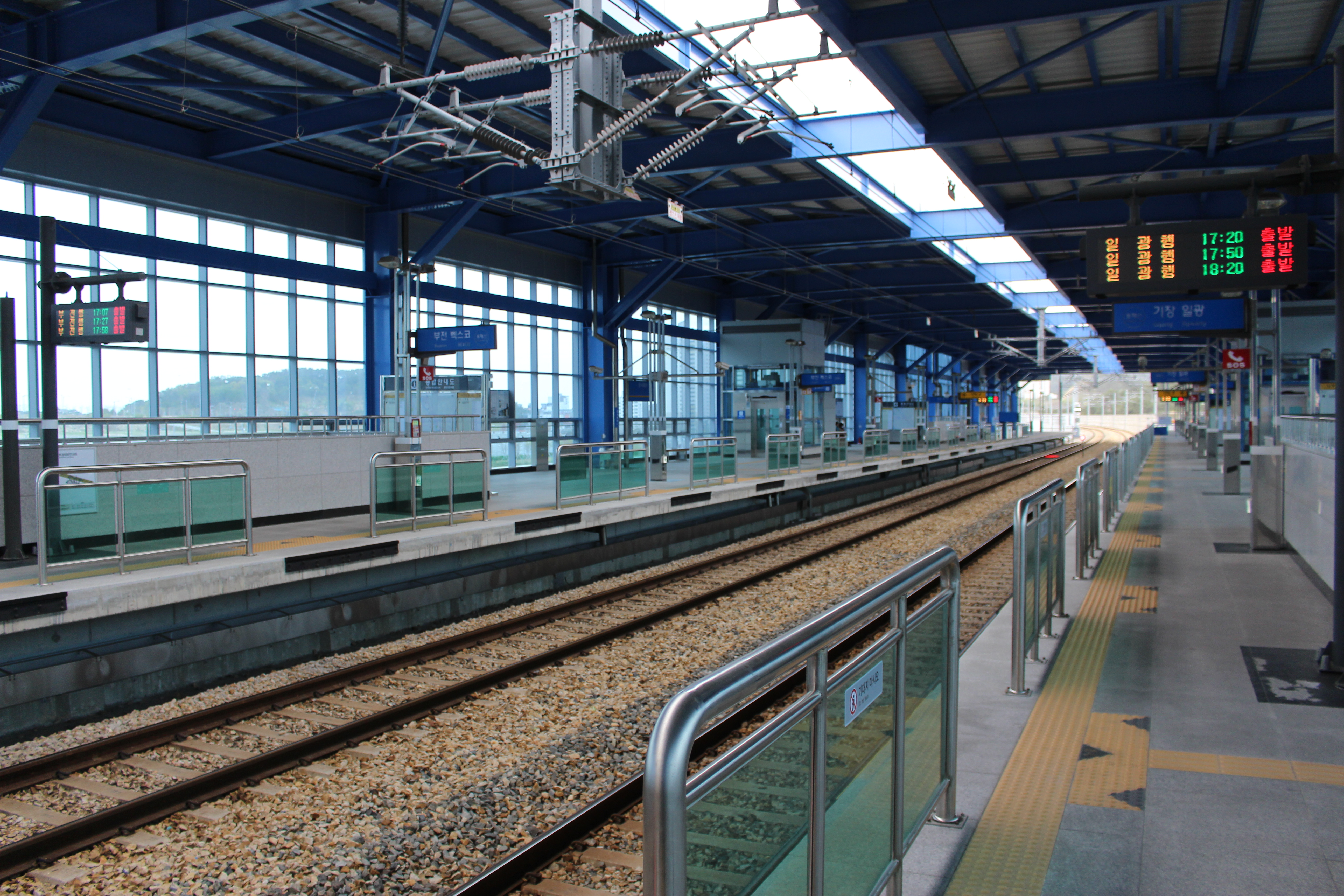
부전 방향 승강장(좌), 일광 방향 승강장(우)(일광역~태화강역 구간 연장 개통·스크린도어 설치 전)
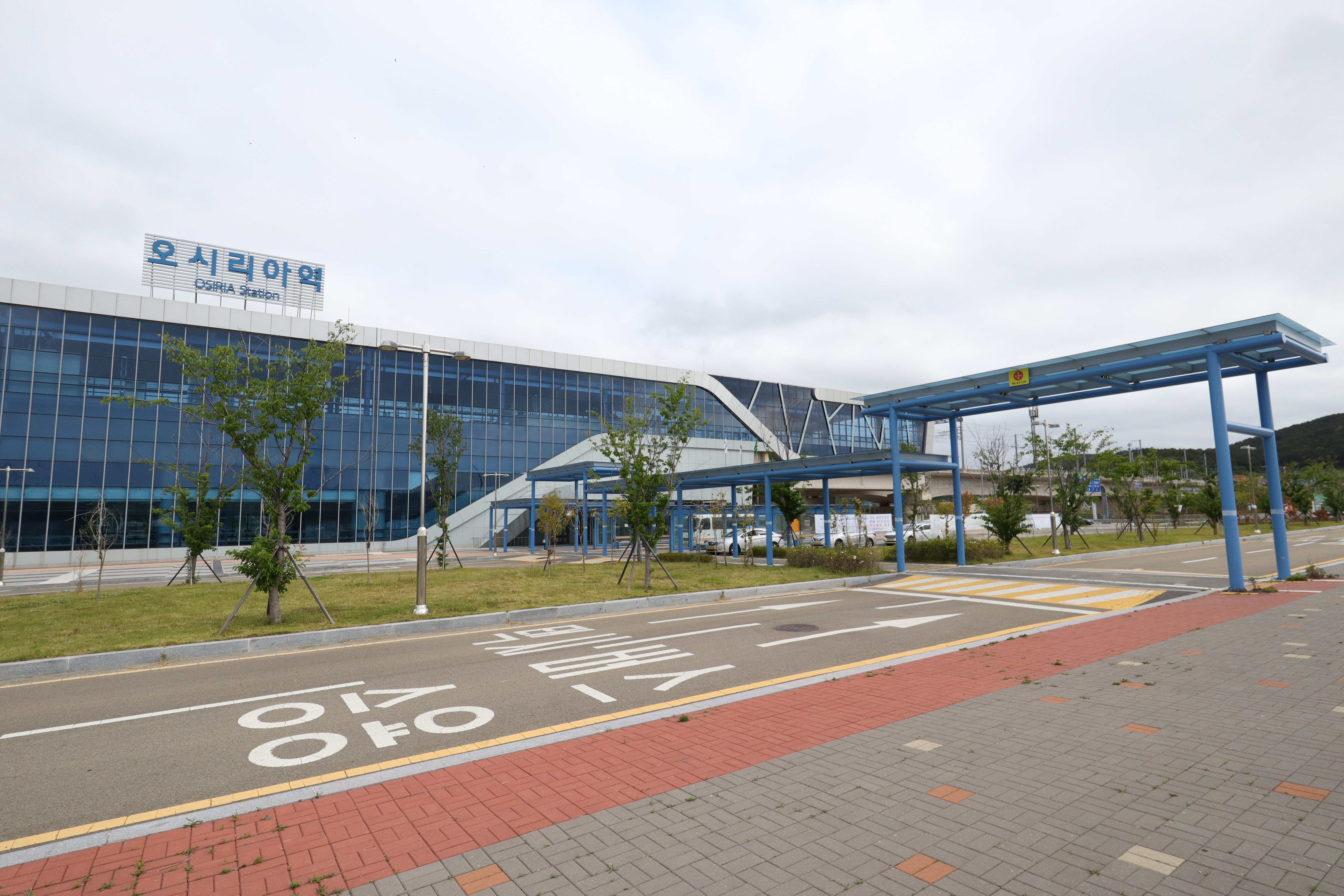
역사
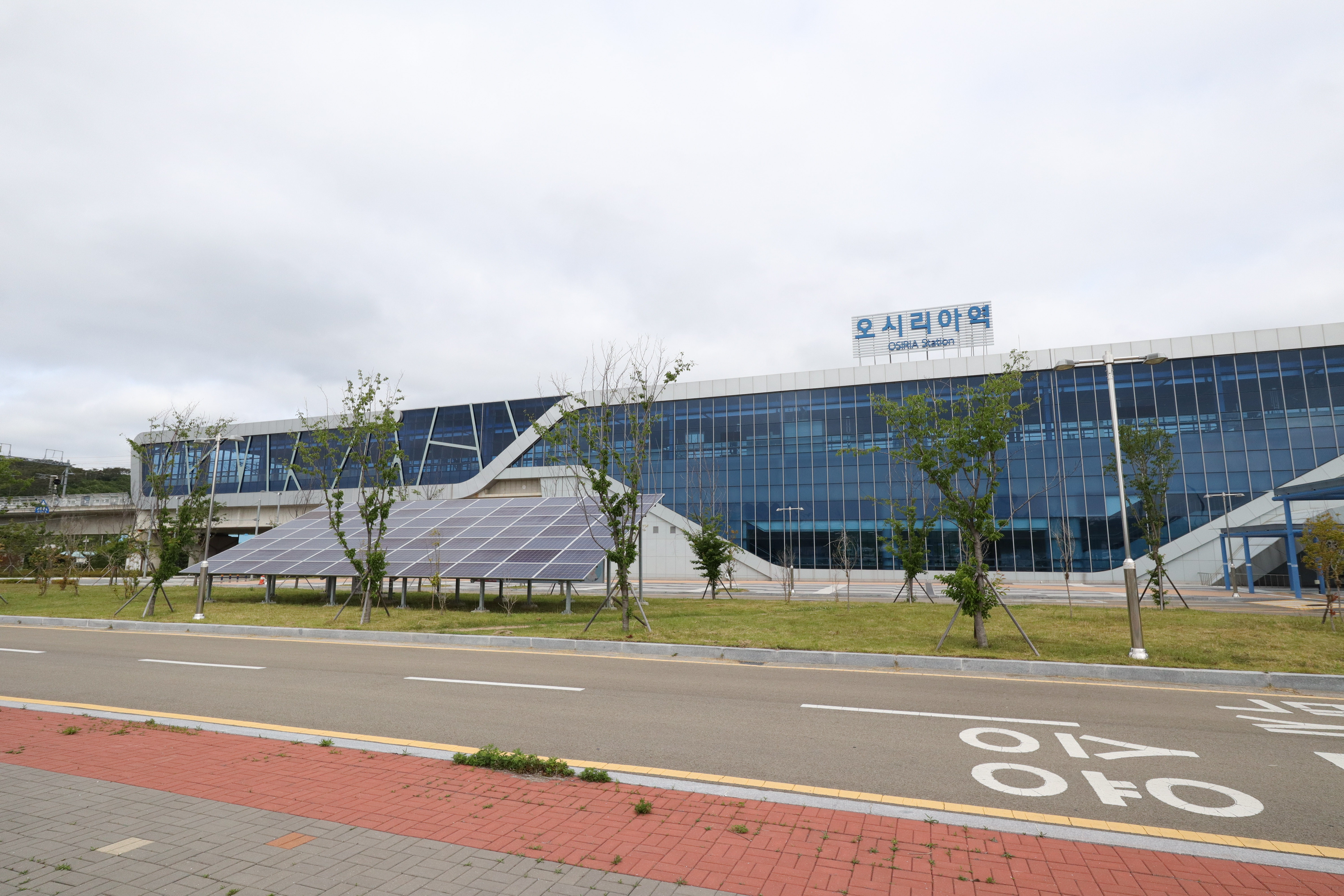
역사
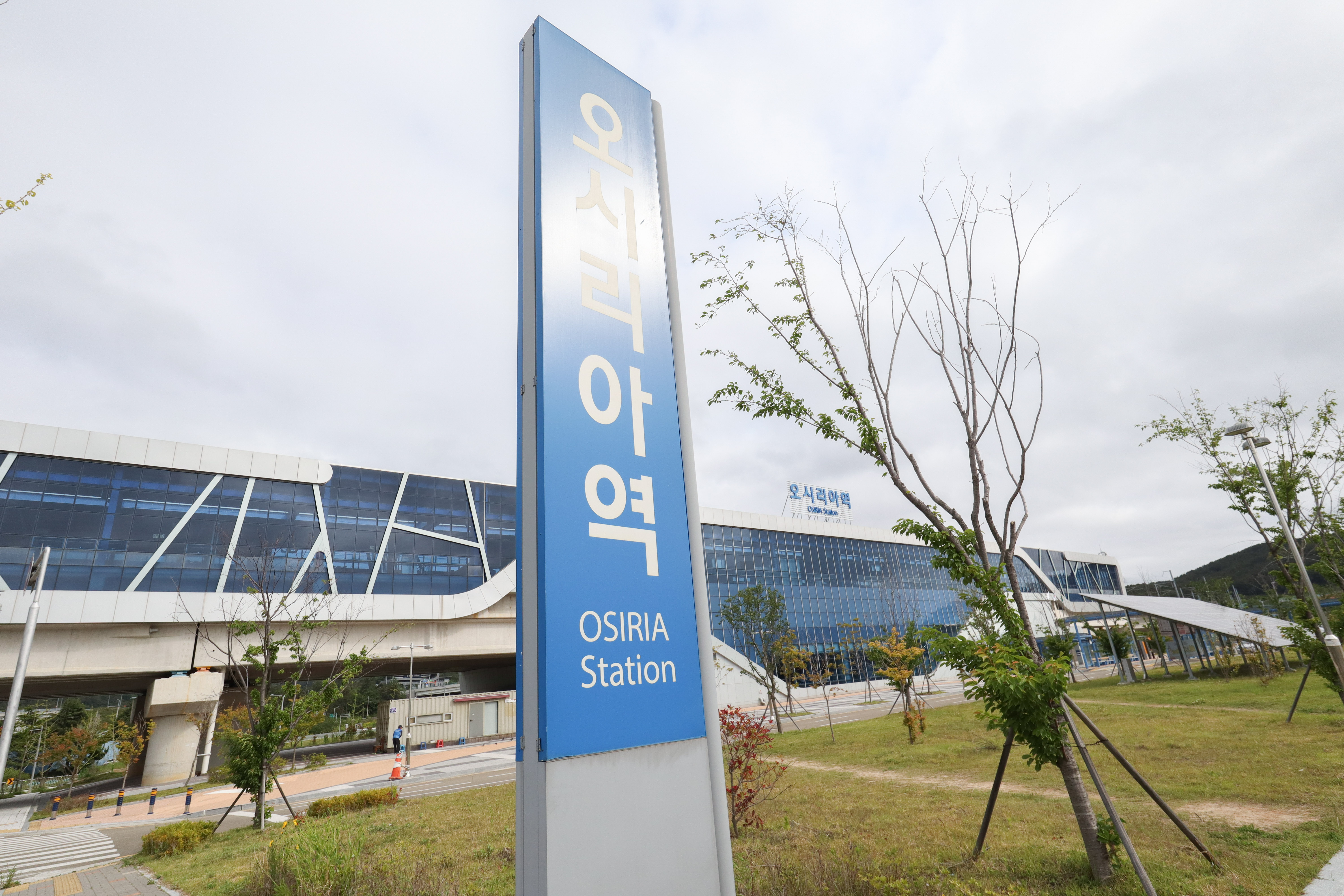
역사
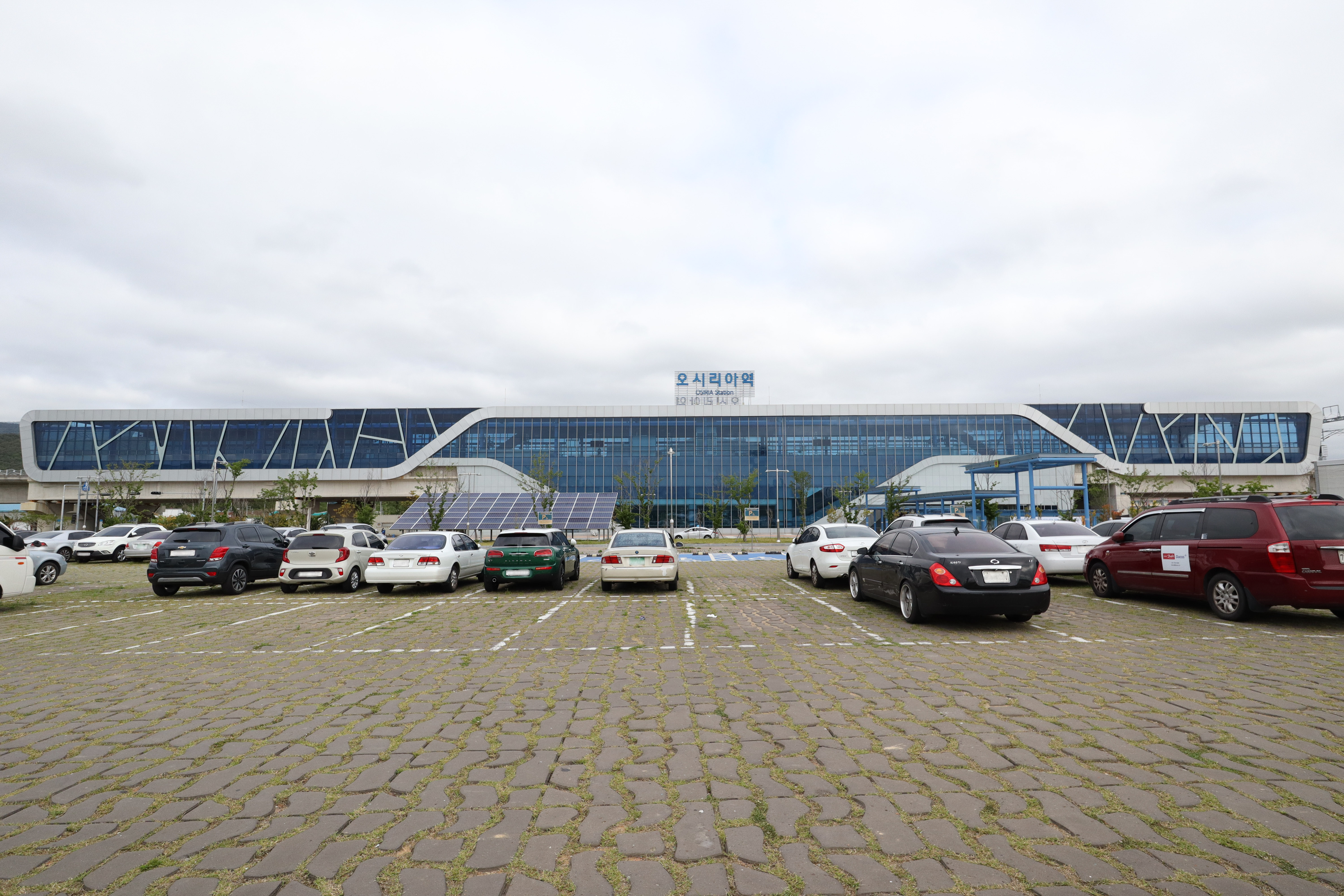
역명 표지판
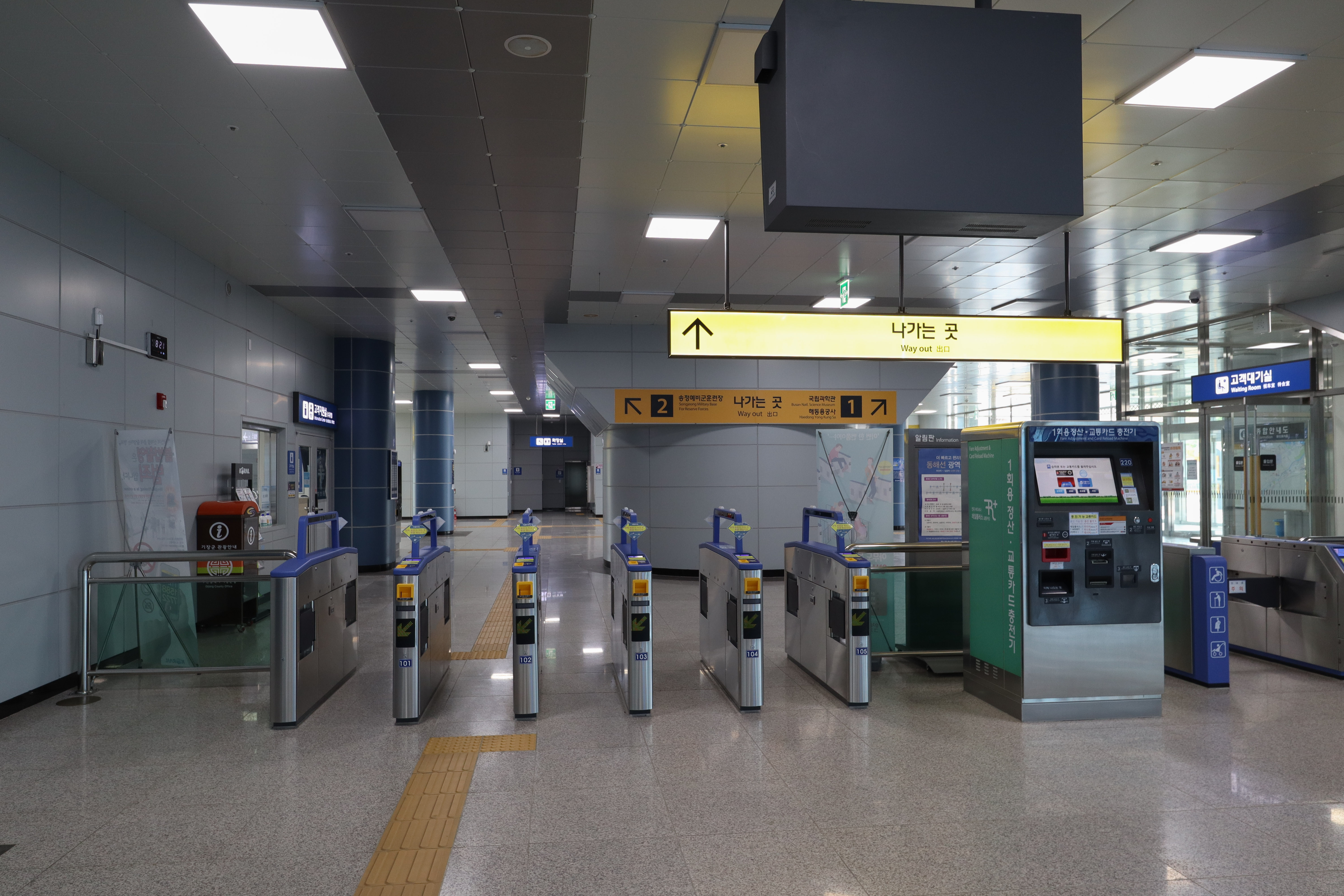
개찰구
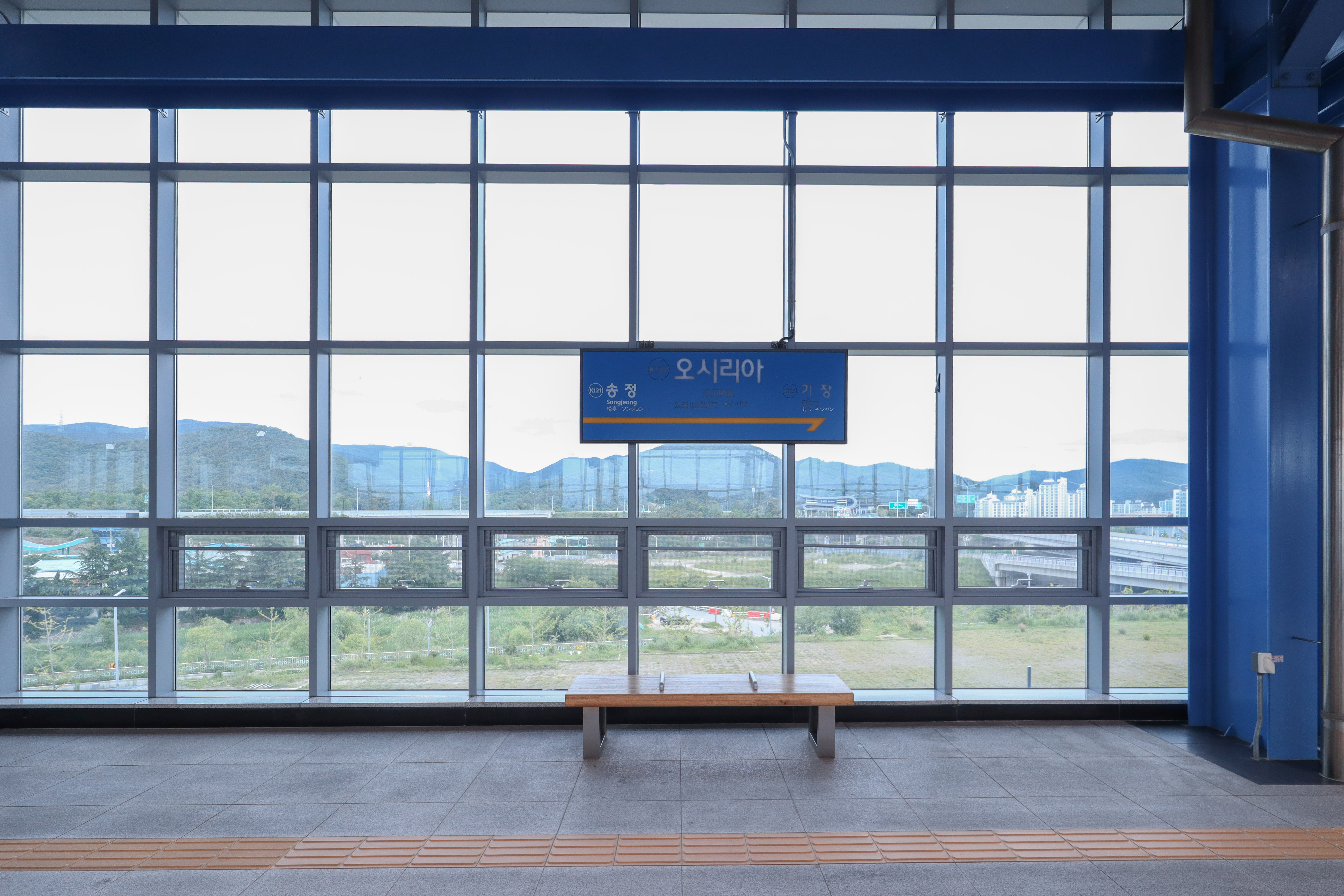
태화강 방향 승강장
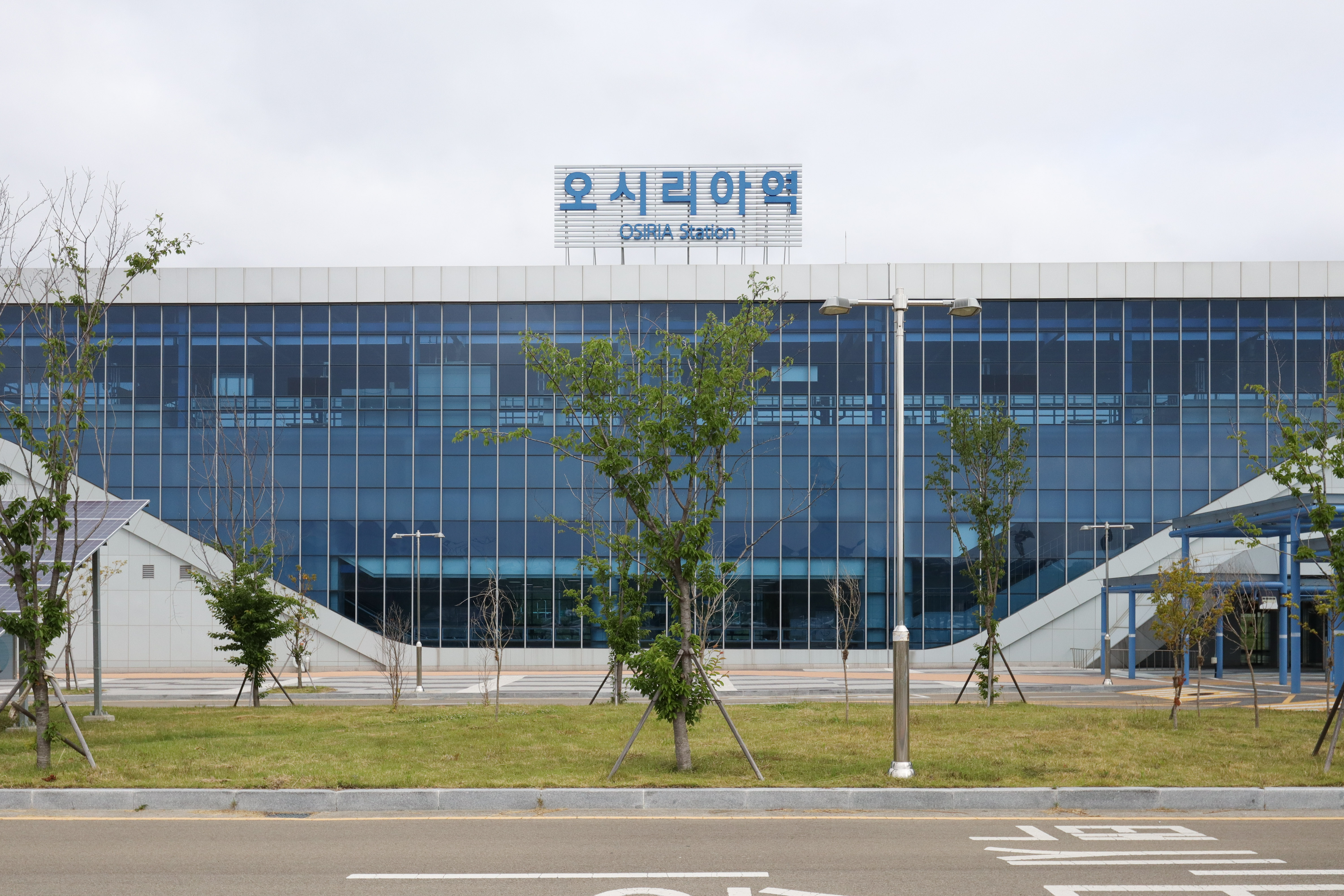
역사

## 인접한 역
| 동해선              | 동해선            | 동해선                |
| ------------------- | ----------------- | --------------------- |
| K121 송정 부전 방면 | ● 동해선 광역전철 | K123 기장 태화강 방면 |